# Sideshow Symphonies
Sideshow Symphonies är det norska black metal-bandet Arcturus fjärde studioalbum. Albumet utgavs 2005 av skivbolaget Season of Mist.

## Låtlista
1. "Hibernation Sickness Complete" – 5:02
2. "Shipwrecked Frontier Pioneer" – 8:32
3. "Deamonpainter" – 5:33
4. "Nocturnal Vision Revisited" – 5:16
5. "Evacuation Code Deciphered" – 6:16
6. "Moonshine Delirium" – 7:10
7. "White Noise Monster" – 3:55
8. "Reflections" (instrumental) – 3:40
9. "Hufsa" – 5:07

Musik: Arcturus, Sverd. Text: Simen Hestnæs (utom spår 8).

## Medverkande
Musiker (Arcturus-medlemmar)
- Simen Hestnæs (aka ICS Vortex) – sång
- Knut Valle (Knut Magne Valle) – gitarr
- Steinar Sverd (Steinar Sverd Johnsen) – keyboard
- Tore Moren – gitarr
- Hugh Mingay (Hugh Stephen James Mingay aka Skoll) – basgitarr
- Von Blomberg (Jan Axel Blomberg aka Hellhammer) – trummor

Bidragande musiker
- Silje Wergeland – sång (spår 2 & 5)

Produktion
- Arcturius – producent, ljudtekniker
- Tore Moren – ljudtekniker
- Møllern (Knut Magne Valle) – ljudtekniker
- Børge Finstad – ljudmix
- Morten Lund – mastring
- Trine Paulsen – omslagsdesign, foto
- Kim Sølve (Kim Sølve Madsen) – omslagsdesign, foto

### Fotnoter
1. ↑  Mølla Studios webbplats Arkiverad 30 april 2017 hämtat från the Wayback Machine.
2. ↑  Sideshow Symphonies på discogs.com